# Hydrotaea compositispina
Hydrotaea compositispina este o specie de muște din genul Hydrotaea, familia Muscidae, descrisă de Xue, Wang și Wang în anul 2007. Conform Catalogue of Life specia Hydrotaea compositispina nu are subspecii cunoscute.